# High Expectations
High Expectations (estilizado en mayúsculas, en español: Altas Expectativas) es el álbum debut de la cantante y compositora suecobritanica Mabel. Se lanzó 2 de agosto de 2019 a través de Polydor Records. Se lanzaron dos sencillos para promover el álbum, «Don't Call Me Up», «Mad Love» y uno promocional, «Bad Behaviour». El álbum trata sobre el amor, la confianza, el trastorno de ansiedad y el empoderamiento femenino.

## Recepción crítica
'High Expectations' 'recibió críticas de mixtas a positivas por parte de los críticos. Ben Devlin de  musicOMH  declaró que el álbum "sale bien, con una muestra convincente de versatilidad y una composición de calidad que establece firmemente a Mabel como una fuerza a tener en cuenta en el pop del Reino Unido".  Gigwise  ' s Sarah Thomas lo llamó "un debut elegante, sensual y magnético que no ha sufrido bajo el ruido de sus singles que encabezan las listas", y agregó que "su producción pop hábil, el estilo de los '90 y la fusión vocal moderna matizada con Lauryn Hill y Destiny's Child hace de un disco proyectado mucho más allá de sus años".
Al escribir para  NME , Hannah Mylrea opinó que  High Expectations  "es un álbum sólido, con algunas canciones pop extraordinariamente buenas, pero parece que le falta algo", y que "la exuberancia y la actitud efervescente de Don't Call Me Up no se encuentran en todas partes". Kitty Empire de  The Guardian  escribió que el álbum "es decepcionantemente correcto, carece de diversión, de un giro superior, o de una idea de quién es realmente Mabel", y agrega que "muchas voces dicen que Mabel se convertirá en la próxima Dua Lipa en vez de preguntarse por la próxima Bob Dylan" y que "se comercializa en un pop bien genérico (criticando canciones como "FML", "OK (Anxiety Anthem)", "Trouble" y "Bad Behaviour") e inclinado a lo británico que cumple los requisitos de Spotify, cajas de listas de reproducción, con prometedora vibraciones de fiesta y disponibilidad, luego de revolcarse en una consternación romántica no específica".

## Lista de canciones
- Lista de canciones y créditos adaptados de metadatos Apple Music, ASCAP y datos de BMI.[20][21][22][23][24][25][26][27][28]

| N.º | Título                                                   | Producer(s)    | Duración |  |
| 1.  | «High Expectations (Intro)»                              | Jean-Marie     | 1:27     |  |
| 2.  | «Bad Behaviour»                                          | Dre Skull      | 3:25     |  |
| 3.  | «Don't Call Me Up»                                       | Steve Mac      | 2:58     |  |
| 4.  | «FML»                                                    | Oak            | 3:12     |  |
| 5.  | «We Don't Say...»                                        | Snakehips      | 3:11     |  |
| 6.  | «Selfish Love» (con Kamille)                             | Fraser T Smith | 3:12     |  |
| 7.  | «Lucky (Interlude)»                                      | Jordan Riley   | 1:14     |  |
| 8.  | «Mad Love»                                               | Steve Mac      | 2:49     |  |
| 9.  | «Trouble»                                                | Oak            | 3:28     |  |
| 10. | «Put Your Name on It»                                    | Smith          | 3:41     |  |
| 11. | «Stockhlm Syndrome (Interlude)»                          | Crocker        | 2:25     |  |
| 12. | «OK (Anxiety Anthem)»                                    | MNEK           | 3:36     |  |
| 13. | «I Belong to Me»                                         | Jordan Riley   | 2:38     |  |
| 14. | «High Expectations (Outro)»                              | Jean-Marie     | 2:25     |  |
| 15. | «Finders Keepers» (con Kojo Funds) (bonus track)         | JD Reid        | 4:28     |  |
| 16. | «Fine Line» (con Not3s) (bonus track)                    | JD Reid        | 3:32     |  |
| 17. | «My Lover» (con Not3s) (bonus track)                     | Jay Weathers   | 3:12     |  |
| 18. | «Ring Ring» (con Jax Jones y Rich the Kid) (bonus track) | Jax Jones      | 3:38     |  |
| 19. | «Cigarette» (con Raye and Stefflon Don) (bonus track)    | Twice as Nice  | 3:08     |  |
| 20. | «Not Sayin'» (bonus track)                               | Al Shux        | 3:43     |  |

## Charts
| Chart (2019)                       | Peak position |
| ---------------------------------- | ------------- |
| Australian Albums (ARIA)           | 70            |
| Bélgica (Ultratop flamenca)        | 50            |
| Bélgica (Ultratop valona)          | 165           |
| Canadá (Billboard Canadian Albums) | 47            |
| Países Bajos (Album Top 100)       | 41            |
| French Albums (SNEP)               | 80            |
| Alemania (Offizielle Top 100)      | 58            |
| Irlanda (IRMA)                     | 5             |
| Noruega (VG-lista)                 | 37            |
| Escocia (Scottish Albums Chart)    | 5             |
| Spanish Albums (PROMUSICAE)        | 7             |
| Suiza (Schweizer Hitparade)        | 29            |
| Reino Unido (UK Albums Chart)      | 3             |
| Estados Unidos (Billboard 200)     | 198           |